# Acronicta obscura
Acronicta obscura là một loài bướm đêm trong họ Noctuidae.